# Ecclefechan
Ecclefechan es una localidad situada en Dumfries and Galloway, en Escocia (Reino Unido). Según el censo de 2022, tiene una población de 933 habitantes.
Está ubicada al suroeste de Escocia, cerca de la costa del fiordo de Solway, del mar de Irlanda y de Inglaterra.
El pueblo es famoso por ser el lugar de nacimiento de Thomas Carlyle.